# Kiatassuaq
Kiatassuaq (dänisch Holm Ø) ist eine grönländische Insel im Distrikt Upernavik in der Avannaata Kommunia.

## Geographie
Kiatassuaq ist eine langgestreckte bis zu 9 km breite Insel mit einer West-Ost-Ausdehnung von 33 km und einer Fläche von 162,9 km². Die Insel ist in den höheren Lagen zum Teil vergletschert und ihr höchster Punk ist ein unbenannter 940 m hoher eisfreier Gipfel im Zentrum der Insel. Im südöstlichen Bereich der Insel liegt der vergleichsweise große See Tasersuaq. Kiatassuaq wird im Osten durch den Sund Kullorsuup Kangerlua (Alison Bugt) von Wandel Land auf dem Festland getrennt. Im Südosten trennt der Sund Ikerasakassak Kiatassuaq von der Nebeninsel Milissua, wobei der geringste Abstand zwischen beiden Inseln bei wenigen Dutzend Metern liegt. Im Süden grenzt der Sund Ikerasaa Kiatassuaq von der Halbinsel Sanningasorsuaq ab. Im Südwesten befinden einige kleinere Nebeninseln, von denen die größte Qeqertarsuaq Kangilleq ist. Das Westkap der Insel ist Kiatassuup Nuua (Wilcox Head), das eine der am weitesten in die Baffin Bay hineinragende Landflächen Grönland ist. Im Norden grenzt der Sund Saqqarlersuup Sullua Kiatassuaq von der großen Insel Saqqarlersuaq ab. Östlich davon liegt die kleine Nebeninsel Uummannaarukassak. Die nächstgelegene Siedlung ist Kullorsuaq, das 6,0 km nördlich von Kiatassuaqs Nordkap Niaqornakassak liegt.

## Geschichte
Ruinen zeugen von einer frühen Besiedelung der Insel. Dennoch war sie im 19. Jahrhundert unbewohnt. In kolonialer Zeit bildete Kiatassuaq deswegen die Nordgrenze des Kolonialdistrikts Upernavik und damit auch die Nordgrenze von Nordgrönland und damit des kolonisierten Grönlands. Erst Anfang des 20. Jahrhunderts ließen sich einige Menschen nördlich von Kiatassuaq nieder, wo sie die Wohnplätze Qaarusulik und Kullorsuaq gründeten, weswegen die Distriktgrenze weiter nach Norden verschoben werden musste. Die Insel wurde von den Kitaamiut Nuussuaq Ungalleq („Ferneres großes Kap“) genannt, während die Halbinsel Nuussuaq zu diesem Zeitpunkt Nuussuaq Tulleq („Näheres großes Kap“) genannt wurde. Die heutige Bezeichnung ist eine aus dem 20. Jahrhundert stammende Entlehnung von den Inughuit, die in dieser Zeit vermehrt an die Südgrenze der Melville-Bucht reisten. Der dänische Name der Insel ist bereits für das Jahr 1905 bezeugt, aber die Benennungshintergründe sind unbekannt. Es kann jedoch davon ausgegangen werden, dass er zu Ehren des in Ostgrönland tätigen Entdeckers Gustav Frederik Holm vergeben wurde.

## Fauna
Am Kap Kiatassuup Nuua befindet sich die nördlichste bekannte Brutkolonie des Kormorans (Phalacrocorax carbo) in Grönland.